# Dubrovačka povelja
Dubrovačka povelja je dokument iz 1230. godine kojom je bugarski car Ivan Asen II. dao dubrovačkim trgovcima pravo da slobodno trguju u njegovoj zemlji.
Povelja sadrži podatke o teritorijalnom širenju Drugog Bugarskog Carstva nakon bitke kraj Klokotnice, kao i vrijedne uvide o stanju bugarskog jezika u 13. stoljeću. Čuva se u rukopisnom odjelu Knjižnice Ruske akademije znanosti u Sankt Peterburgu.

## Vanjske poveznice
- U Dubrovniku otkrivena spomen ploča bugarskom caru Ivanu Asenu II. i njegovoj Dubrovačkoj povelji iz 1230. godine
- Spomen ploča Dubrovačkoj povelji bugarskog cara Ivana Asena II.